# Wojciech Krąkowski
Wojciech Krąkowski herbu Trąby (zm. przed 20 grudnia 1717 roku) – kasztelan krzywiński w latach 1689-1716, starosta obornicki.
Jako senator wziął udział w sejmie 1690 roku i sejmie elekcyjnym 1697 roku.
Był elektorem Augusta II Mocnego w 1697 roku z województwa poznańskiego, jako deputat podpisał jego pacta conventa. 